# Will'o'Wisp
I Will 'o' Wisp sono una band metal italiana.

## Storia
Il gruppo si forma nel luglio del 1992 da un'idea di Fabrizio Colussi e Paolo Puppo. Inizialmente dediti a sonorità dark-psichedeliche, si spostano ben presto verso il mondo del metal. Una volta assestata la formazione nel 1994 viene pubblicato il demo Nocturnal Whispers che riscuote largo consenso nell'underground europeo e viene scelto da Metal Hammer come demo italiano del mese. I riscontri ottenuti regalano al gruppo una buona visibilità e suscitano l'interesse di alcune etichette: la band così trova un accordo con la Pick Up Records.
Nel 1997 esce Enchiridion che spinge ulteriormente la band sull'onda dei consensi.
" I Will O' Wisp non tentano semplicemente di riproporre atmosfere del regno di Osiride, ma piuttosto elaborano tutto secondo una loro visione, scrivendo tutti pezzi originali. E per l'Italia comunque è un tentativo nuovo, loro sono al di fuori di qualsiasi corrente o genere!"
Lino Terlati recensendo Enchiridion su Rock.it 21/09/1998
"Death metal tecnico su cui poi intervengono le creazioni del gruppo
a renderlo magico e favoloso"
MetalShock numero 249, Ottobre 1997
voto : 4.5/5
. Unseen vede la luce nel 1998 ma viene pubblicato grazie all'interessamento della Beyond Productions soltanto nel 2002, a causa del ritardo da parte della vecchia etichetta.
L'album raccoglie nuovamente ampio consenso fra la stampa specializzata.
"“Unseen” è lavoro compatto, 
decisamente superiore alla media delle uscite, non solo nazionali, del genere."
Ver Sacrum 31/10/2002
Dopo un silenzio durato dieci anni, Paolo Puppo ritorna con una nuova formazione e nuove produzioni: nel 2012 esce Kosmo e nel 2015 Inusto, un album tributo alla figura di Nikolaj Konstantinovič Roerich.
Nel 2018 esattamente il 2 Marzo esce il quinto album in studio della band
intitolato MOT. Come per i precedenti lavori si tratta di un concept album.
La tematica trattata è essenzialmente legata a tradizioni Canaanite/ mesopotamiche.
L'album prende il nome dal Dio della morte dell'antica città di Ugarit (l'attuale Ras Shamra).
L'album viene largamente apprezzato dalla critica
specializzata che ne loda entusiasticamente
la maturità e la capacità tecnico compostiva.
" Una produzione così qualitativamente elevata in Italia la possono vantare in pochi"
Metalhammer italia.
"Mot’ non è altro che un passaggio verso una maturità ed una completezza che in pochi possono vantare e non solo sul territorio italiano ma pure all’estero"
Suffissocore.
" Il risultato complessivo, sia per chi è poco avvezzo a questo tipo di ricerca musicale, sia per chi ha già saputo masticare l’offerta artistica dei I Will ‘o’ Wisp o altri gruppi simili, è strabiliante"
Metallized.
"se qualcuno necessitasse di un’opera 
da esibire quale esempio di death metal “progressivo ” 
nell’accezione più autentica del termine,
Mot ne sarebbe l’ideale e più fedele istantanea"
Metaleyes
Mot è stato inserito dalla prestigiosa webzine Metallized fra le top
20 uscite mondiali di genere del 2018.
(vedi link allegati :
https://www.rockit.it/recensione/581/willowisp-enchiridion
https://www.versacrum.com/vs/2002/10/willowisp-unseen.html
http://www.metalhammer.it/recensioni/2018/04/08/will-o-wisp-mot/ Archiviato il 10 aprile 2018 in Internet Archive.
http://www.metallized.it/recensione.php?id=15238
https://metaleyes.iyezine.com/willowisp-mot/
http://www.metallized.it/articolo.php?id=3349

## Formazione

### Formazione attuale
- Emanuele Biggi - voce
- Paolo Puppo - chitarra
- Jacopo Rossi  - basso
- Oinos - batteria

### Ex componenti
Cantanti
- Ermanno Argenti
- Guido Affini
- Daniele Santini
- Andrea "Zanna" Zanini

Tastieristi
- Davide Santini
- Loredana Canepa

Bassisti
- Fabrizio Colussi

Batteristi
- Giancarlo Pancrazi

## Discografia

### Album in studio
- 1997 - Enchiridion
- 2002 - Unseen
- 2012 - Kosmo
- 2015 - Inusto
- 2018 - Mot

### Demo
- 1994 - Nocturnal Whispers